# New Brighton (Parr)
Pour les articles homonymes, voir New Brighton.
New Brighton est une série de photographies prises par Martin Parr entre 1983 et 1985 à New Brighton, une station balnéaire près de Liverpool, au Royaume-Uni. Elle documente les loisirs de la classe moyenne et la classe ouvrière anglaises durant les années Thatcher.